# Black River (Wisconsin)
Pour les articles homonymes, voir Black River.
Black River est une rivière du centre-ouest du Wisconsin, affluent rive gauche Mississippi. Elle a environ 310 km de long et prend sa source au centre de l'État dans le comté de Taylor. Elle s'écoule en direction du sud-sud-ouest et rejoint le Mississippi au lac Onalaska, bassin de retenue créé par une digue-barrage en amont de La Crosse
La rivière a été utilisée pour transporter le bois, le charbon et les produits pétroliers, ce qui a contribué à la croissance de Neillsville, Black River Falls et La Crosse.

## Affluents
East Fork Black River (92 km) prend sa source dans le comté de Wood et rejoint la Black River au lac Artubus.
Little Black River est formé par la confluence de l'East Fork et du West Fork et rejoint la Black River au sud de Medford.